# Therapy (film)
Pour les articles homonymes, voir Therapy.
Pour plus de détails, voir Fiche technique et Distribution.
Therapy est un film dramatique camerounais de 2021 produit par Ermelinde Simo Jing Sakah et Sakah Antoine et réalisé par Musing Derick et Anurin Nwunembom. Il met en vedette Richard Mofe Damijo (en), Iretiola Doyle, Alenne Menget, Syndy Emade, Lucie Memba, Obasy Ndula, Kayla Merits, Ngong Yvette, Nchana Basil et Neba Godwill Awantu. 
Il a été acquis et diffusé sur Netflix le 26 mars 2021, ce qui en fait le premier film camerounais à être diffusé sur Netflix. Le film est sorti pour tous les pays anglophones le 14 juillet 2021.

## Synopsis
Le film raconte l'histoire d'un couple dysfonctionnel qui fait appel aux services d'un thérapeute non conventionnel dans le but de résoudre ses problèmes conjugaux. L'intrigue dans son ensemble parle de l'incapacité d'un homme à produire des enfants dans un contexte africain. M. Lima perd presque la tête à cause de la douleur psychologique de sa femme. Les méthodes du Dr Benedicta amènent le couple à découvrir des vérités qui le menacent davantage.

## Fiche technique
- Titre : Therapy
- Réalisation : Anurin Nwunembom, Musing Derick
- Production : Ermelinde Simo Jing Sakah, Sakah Antoine
- Pays :  Cameroun
- Genre : Drame
- Date de sortie : 26 mars 2021
- Langue : anglais

## Distribution
- Ermelinde Simo S. Jing : Mrs. Lima
- Richard Mofe Damijo (en) : Mr. Dobgima Anthony Lima
- Iretiola Doyle : Dr. Ngole Benedicta
- Alenne Menget : Nguni Maxwell
- Lucie Memba :  Dora Musi
- Neba Godwill Awantu : Dr. Ndive Franklin
- Syndy Emade : Mrs. Ndive Laura
- Kayla Merits : Nabila Lima
- Obasy Ndula : Mrs. Che Niba
- Ngong Yvette Ngoinjang : Nanny de la fille de Lima
- Nchana Basil : L'autre patient du Dr Benedicta

## Production
Le film a été produit par Ermelinde Simo Jing Sakah et Sakah Antoine pour SAM's Production. Netflix a acquis les droits de distribution le 26 mars 2021,.

## Sortie
Le 26 mars 2021, le film était disponible en streaming sur Netflix.